# Markku Eestilä
Markku Yrjö Eestilä, född 23 juli 1956 i Idensalmi, är en finländsk politiker (Samlingspartiet). Han är ledamot av Finlands riksdag sedan 2011. Han har arbetat som veterinär.
Eestilä blev omvald i Finlands riksdag i riksdagsvalet i Finland 2015 med 4 578 röster från Savolax-Karelens valkrets.

## Utmärkelser
- Riddartecknet av I klass av Finlands Lejons orden[3]

[Redigera Wikidata]